# David Martin (voetballer)
David Edward Martin (Romford, 22 januari 1986) is een Engels betaald voetbaldoelman. In juli 2019 verruilde hij Millwall voor West Ham United.

## Clubcarrière
Martin heeft voornamelijk dienstgedaan als reservekeeper bij de clubs waarvoor hij speelde.
Hij stond onder contract bij Liverpool van 2006 tot 2010.
In het seizoen 2008/2009 promoveerde hij met Leicester City, waaraan hij door Liverpool was uitgeleend, naar het Championship. Martin was dat seizoen belangrijk voor Leicester met 25 optredens.
Tussen 2010 en 2017 stond hij 274 competitiewedstrijden tussen de palen bij Milton Keynes Dons en was voor het eerst uitgesproken vaste waarde.
Martin is anno 2019/2020 derde doelman in de hiërarchie bij West Ham United, achter Łukasz Fabiański en Roberto Jiménez. In de jeugd speelde hij reeds voor West Ham United. Op 30 november 2019 maakte hij op 33-jarige leeftijd zijn debuut in de Premier League, een met 0–1 gewonnen uitwedstrijd tegen Chelsea.

## Persoonlijk leven
Martin is de zoon van oud-voetballer Alvin Martin, een centrale verdediger en WK-ganger in 1986. Zijn vader gaat door als een clublegende van West Ham United.
Na het behouden van een clean sheet na zijn eerste competitiewedstrijd als West Ham-doelman tegen Chelsea en een 0–1 overwinning op Stamford Bridge, liet een volgens de pers fantastische Martin zijn tranen de vrije loop wetende dat zijn aanwezige vader een clubicoon van West Ham is en hij uitkwam voor zijn jeugdclub en bovendien de club waar zijn vader jarenlang aanvoerder was. Martin vloog zijn vader na afloop van de wedstrijd in de armen, maar was "beschaamd" om de huilbui.

## Erelijst
| Competitie          |                |                |
| Competitie          | Aantal         | Jaren          |
| Leicester City      | Leicester City | Leicester City |
| ------------------- | -------------- | -------------- |
| Football League One | 1×             | 2008/09        |